# Ruaudin
Ruaudin ist eine französische Gemeinde mit 3.492 Einwohnern (Stand: 1. Januar 2022) im Département Sarthe in der Region Pays de la Loire. Ruaudin ist Teil des Arrondissements Le Mans und des Kantons Écommoy. Die Einwohner nennen sich „Ruaudinois“.

## Geographie
Ruaudin ist eine banlieue im Osten von Le Mans und wird vom Flüsschen Roule Crotte durchquert. Umgeben wird Ruaudin von den Nachbargemeinden Changé im Norden und Nordosten, Parigné-l’Évêque im Osten und Nordosten, Brette-les-Pins im Südosten, Teloché im Süden, Mulsanne im Süden und Südwesten sowie Le Mans im Westen und Nordwesten.

## Bevölkerungsentwicklung
| 1962 | 1968 | 1975 | 1982 | 1990 | 1999 | 2006 | 2011 |
| ---- | ---- | ---- | ---- | ---- | ---- | ---- | ---- |
| 1131 | 1290 | 1553 | 2047 | 2579 | 2862 | 3348 | 3347 |

## Gemeindepartnerschaft
Mit der italienischen Gemeinde Uggiate-Trevano in der Provinz Como (Lombardei) besteht seit 2013 eine Partnerschaft.

## Sehenswürdigkeiten
- Kirche Saint-Pierre aus dem 17. Jahrhundert mit Umbauten aus dem 19. und 20. Jahrhundert